# 硝酸ナトリウム
硝酸ナトリウム（しょうさんナトリウム、英語：sodium nitrate）は硝酸のナトリウム塩で、化学式NaNO3で表される化合物である。天然にはチリ硝石という鉱物として鉱山から採掘される。工業的には硝酸をソーダ灰（炭酸ナトリウム）または水酸化ナトリウムと反応させることによって製造されている。

## 性質
潮解性があり熱水にはよく溶けるが、温度が下がるにつれて水への溶解度は減じる。水溶液は中性を示す。無水メタノールには僅かに溶けるが、エタノールにはほとんど溶けない。

## 用途
マッチやタバコの燃焼補助剤、爆薬の成分、肥料、ロケットの固体推進剤、ガラスや陶器の光沢剤・釉や消泡剤、太陽熱発電等の蓄熱媒体などがある。また、食品の防腐剤として食品添加物に用いられるほか、葉菜類に多く含まれている。藻類の培養液向けとしての用途もある。

## 発がん性
肉に含まれるヘム鉄は発がん性のあるニトロソアミンの生成を促し、さらに加工肉では亜硝酸ナトリウムや硝酸ナトリウムがこれを生成する。国連WHOの研究機関IARCは、加工肉を発がん性が明確であるというグループ1に指定している。

## 反応
硫酸と反応させて硝酸を製造するのに用いられる。生成物は分留によって精製され、残渣として硫酸水素ナトリウムが得られる。その他にも塩化ナトリウムと硝酸銀を混合すると
{\displaystyle {\ce {NaCl + AgNO3 -> NaNO3 + AgCl}}}
の反応によって塩化銀が沈澱するので硝酸ナトリウムを得ることができる。

## チリ硝石
硝酸ナトリウムの原料として19世紀から20世紀にかけてチリ硝石が重要な地位をしめた。その埋蔵量が最も多いのはチリのアタカマ砂漠の鉱脈であり、1940年代まで一世紀にわたって採掘が行われた。チリの硝石採掘所であったハンバーストーンとサンタ・ラウラの硝石工場群は2005年に世界遺産に登録された。
チリは現在も潜在的なチリ硝石鉱山を有しており、現在ペドロ・デ・バルディビア (Pedro de Valdivia)、マリア・エレナ (Maria Elena)、パンパ・ブランカ (Pampa Blanca) などに存在する。チリ硝石の処理過程では硝酸カリウム、硫酸ナトリウム、ヨウ素が得られる。

## 生産メーカー
国内では宇部興産、日産化学が生産をしている。三菱ケミカルは2020年4月に生産終了しており、そこを境に輸入品の流通が増えている。特にチリ、韓国、中国からの輸入が多い。

## 関連法規
- 労働安全衛生法 危険物・酸化性の物（施行令別表第１第３号）
- 海洋汚染防止法 査定物質（Ｚ類同等の有害液体物質）（環境省告示）
- 消防法 第１類酸化性固体、硝酸塩類（法第２条第７項危険物別表第１・第１類）
- 船舶安全法 酸化性物質類・酸化性物質（危規則第３条危険物告示別表第１）
- 航空法 酸化性物質類・酸化性物質（施行規則第１９４条危険物告示別表第１）